# Каплиця (хутір)
Каплиця — хутір в Глухівському районі, Сумській область Україна. 08 березня 1942 року, партизани вбили в хуторі Гута солдатів експедиційного загону німців та майора Вермахту, в помсту за це була направлена "Українська рота" з Шостки. Керували операцією старшини (офіцери) СС. Під час спалення хутора було вбито всіх чоловіків та дітей.
На місці, де розташовувавсь хутір, був відкритий Меморіальний знак.

## Історія трагедії
Напередодні 8 березня 1942 року на хуторі Гута перебували партизани С. Ковпака. Німці, котрі прибули на хутір Гута не знали, що там партизани. Німців вбили разом з керівником групи, майором Вермахту. Тіла німців лежали під дорогою, аж поки їх не підібрали свої та не відвезли в с. Землянку.  
Партизани розуміючи, що буде помста, зібрались та відійшли в брянські ліси. Знаючи, що буде каральна акція, партизани тільки попередили місцеве населення але не стали на його захист. 
"Українська рота" прибула в хутрі Гута приблизно о 11 годині. Після спалення Гути, рота рушила до хутора Каплиці. В Каплицю прибули приблизно о 15-16 годині. 
Вбивали всіх чоловічої статі, жінок відправляли в село Чорториї (Шевченкове).
Після війни учасники каральної акції "Української роти" були засуджені за цей та інші злочини, судові процеси над ними тривали до 1968 р.

## Відомі особистості
Гутянко Микола Наумович
Гутянко Георгій Наумович
Кобець Степан Іванович
Кобець Йосип Федірович
Халупенко Петро Федірович
Халупенко Параска Яківна

## Галерея

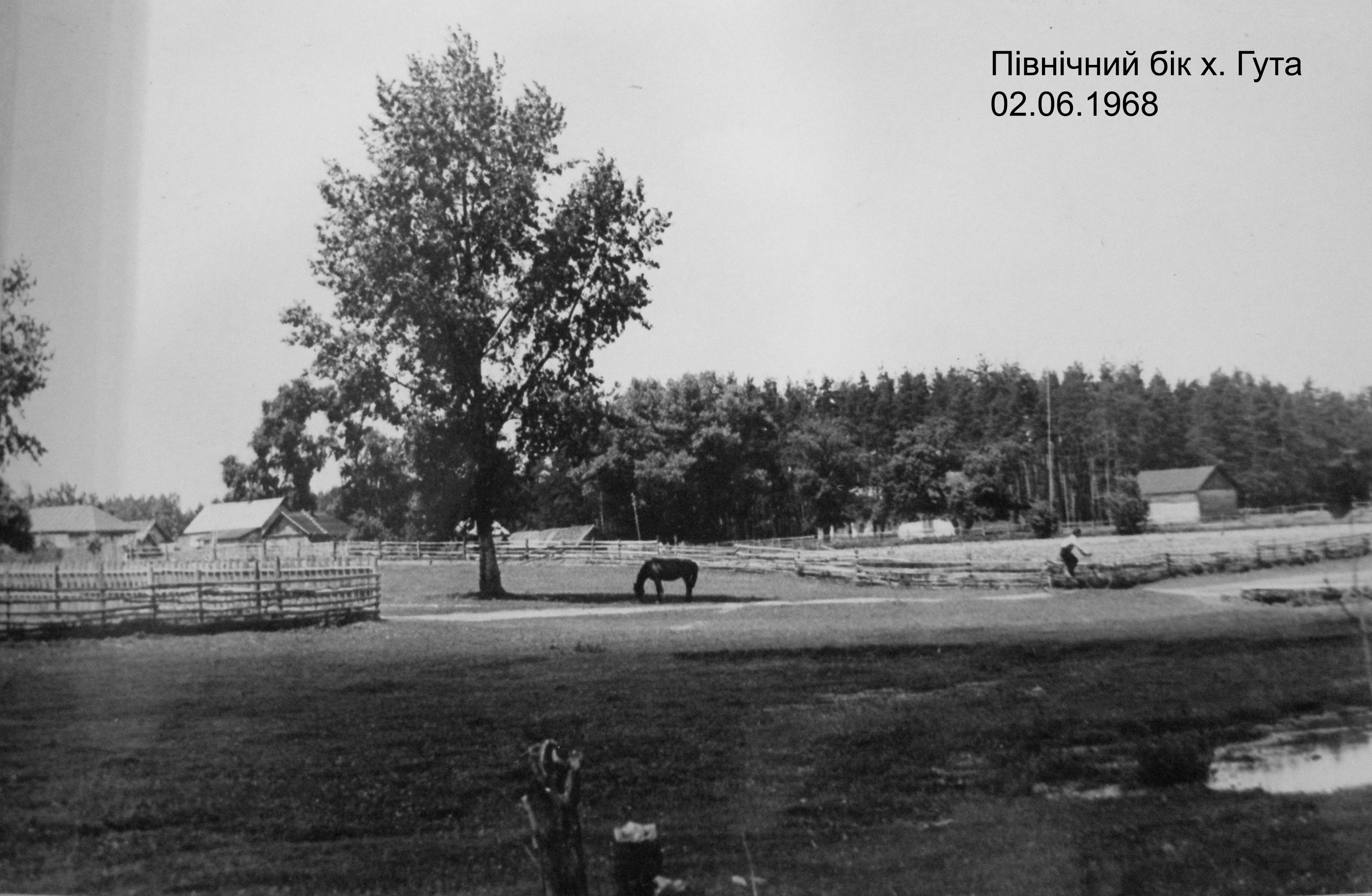
Спалення хутора Гута
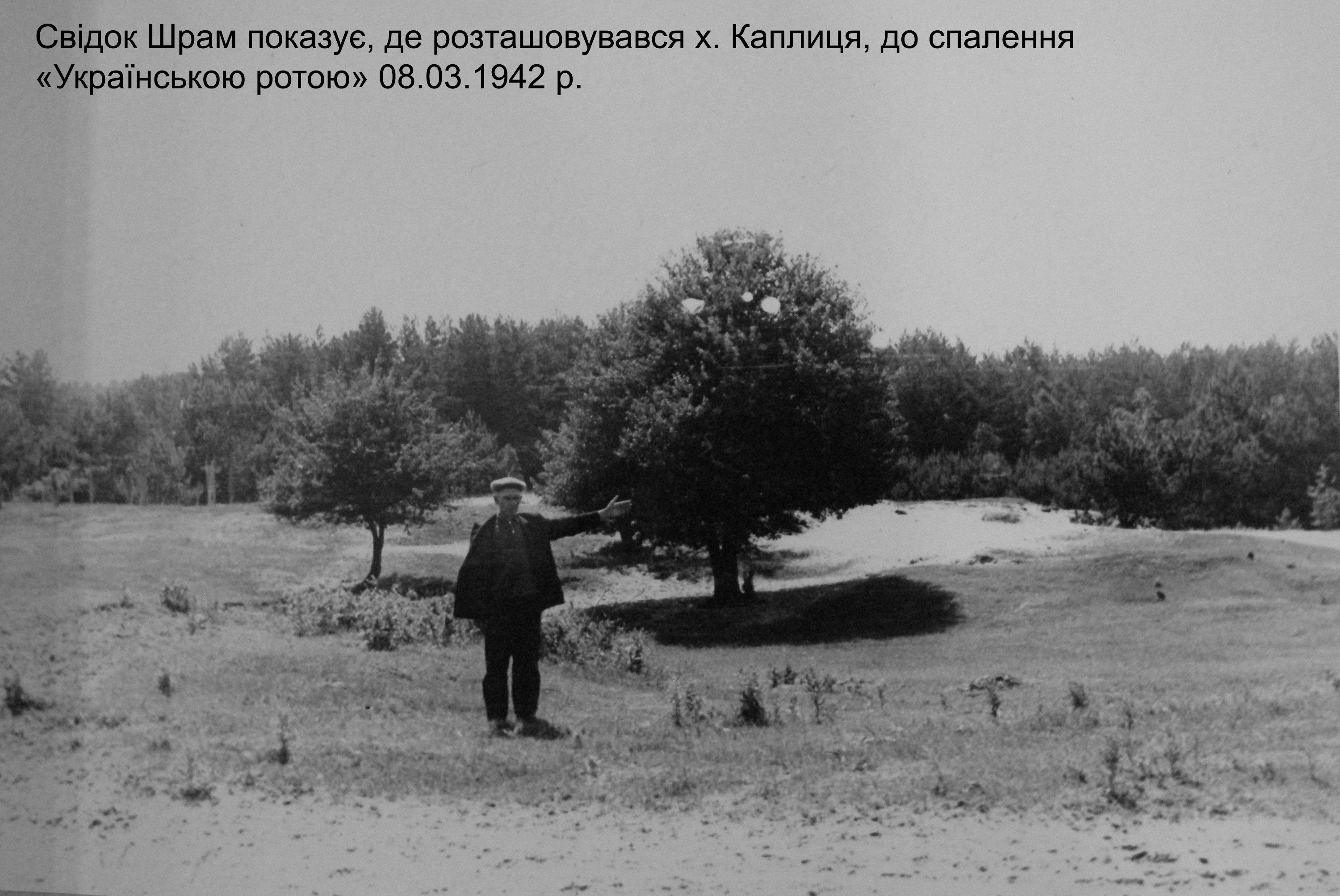
Каплиця до спалення
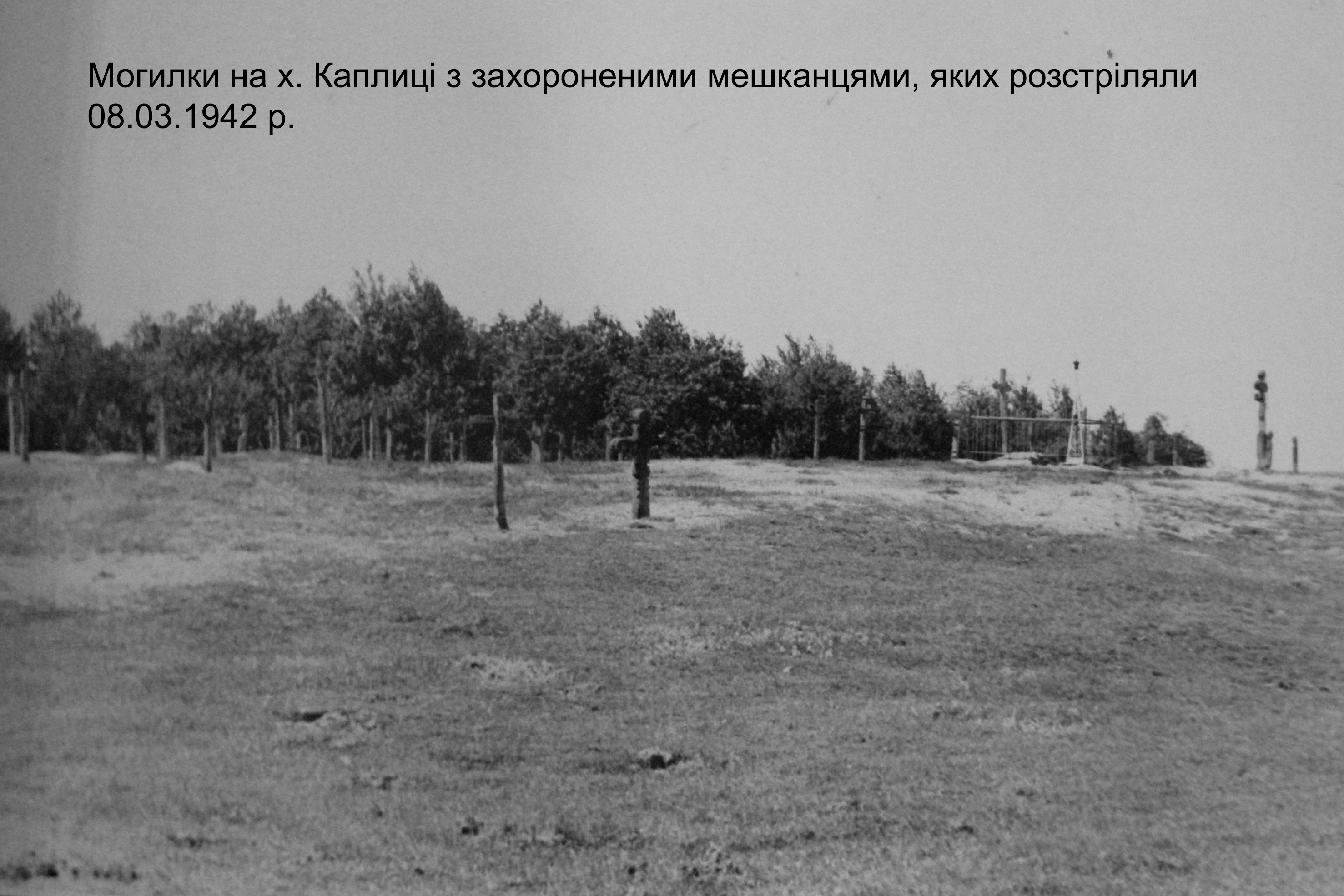
Спалення Каплиці
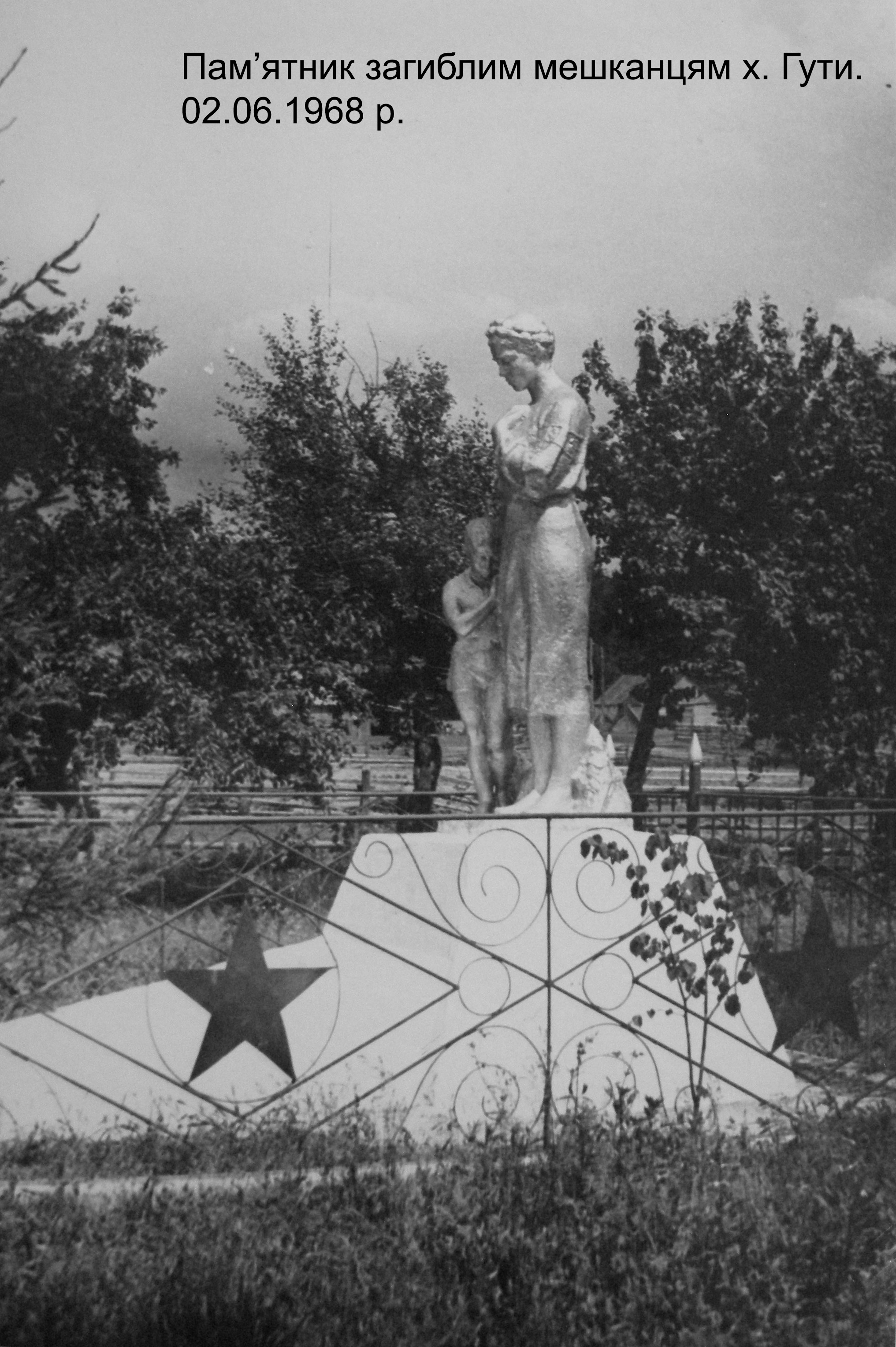
Пам'ятник загиблим мешканцям Гути
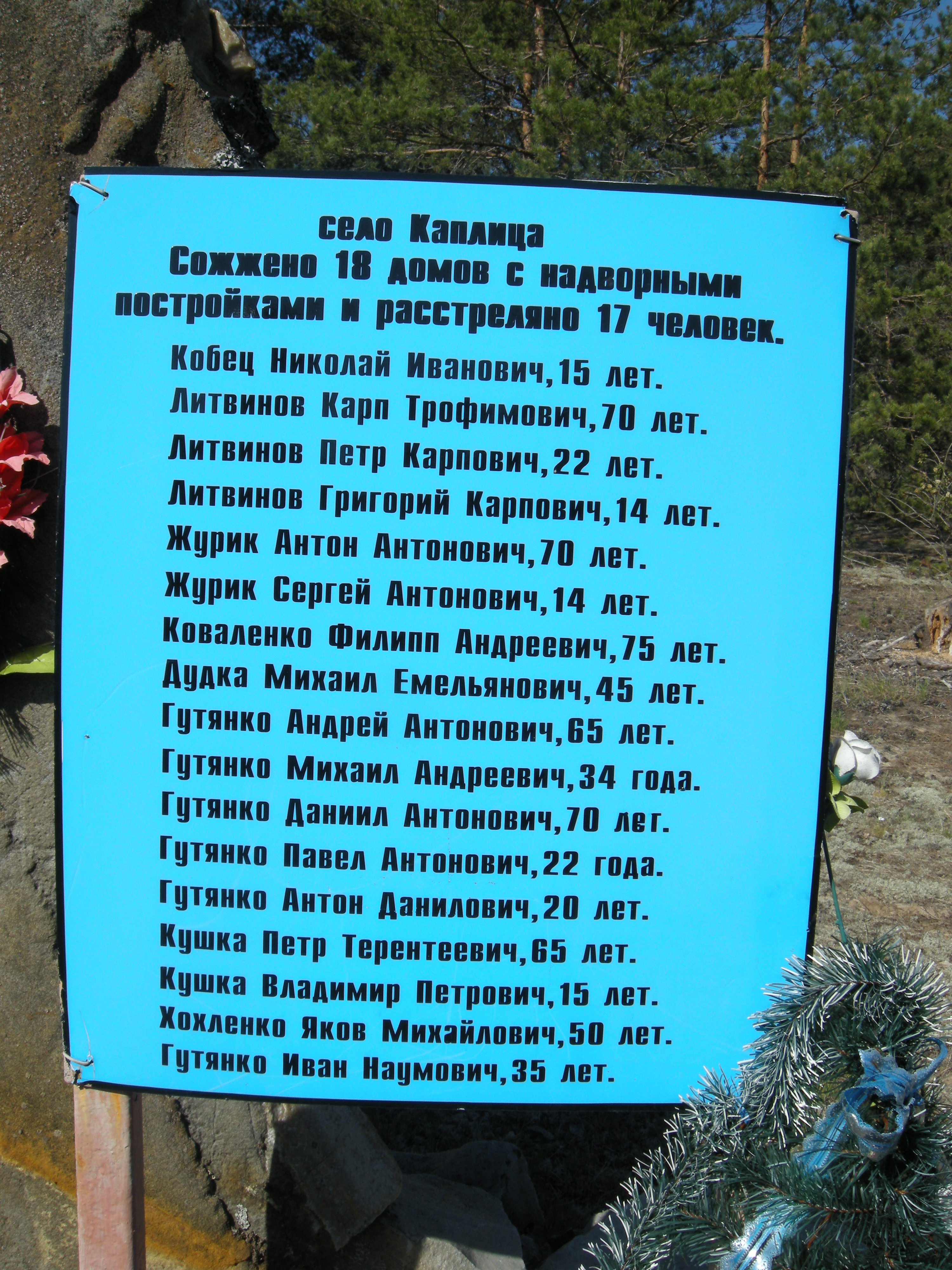
Пам'ятник загиблим мешканцям
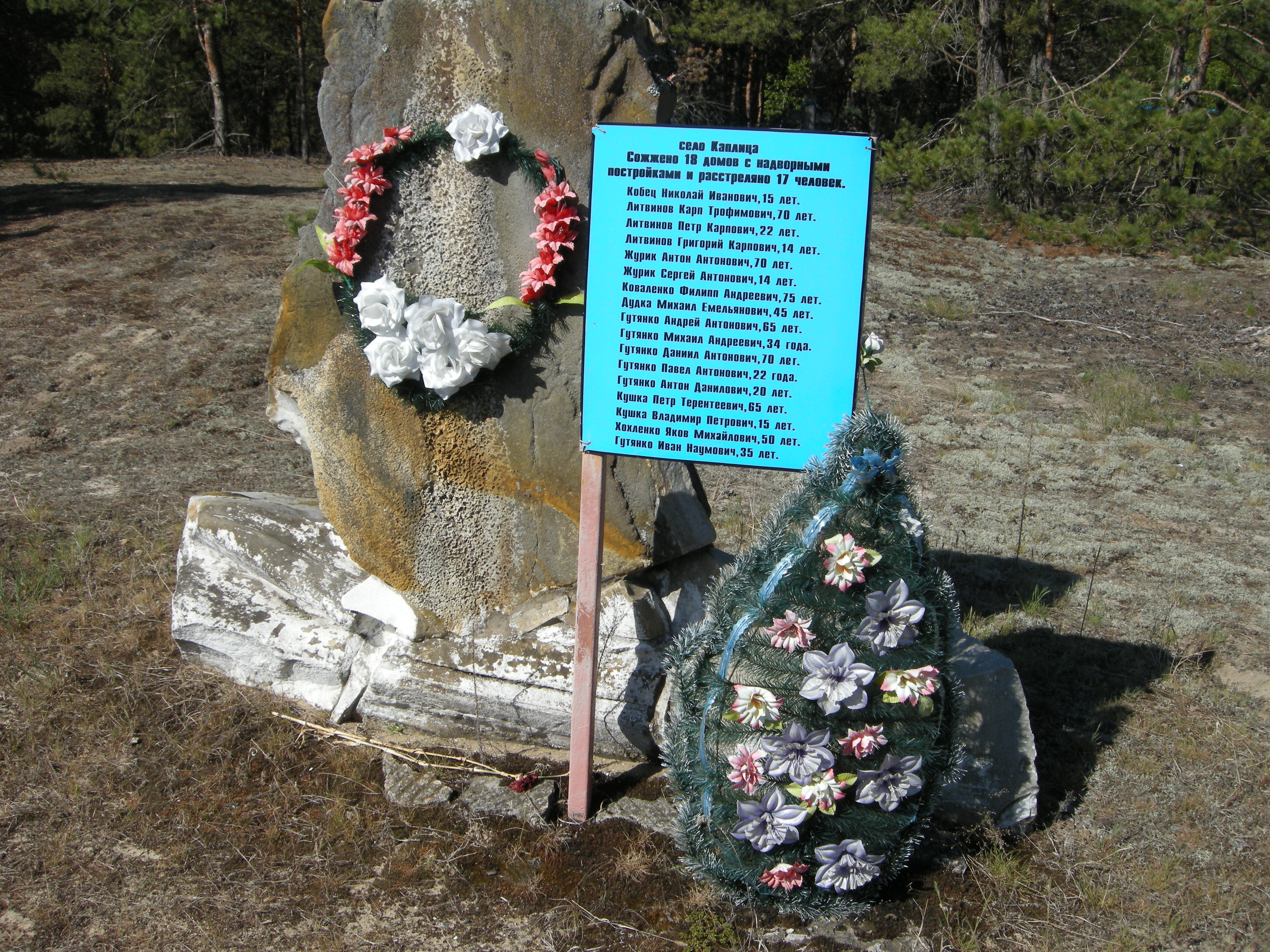
Пам'ятник загиблим
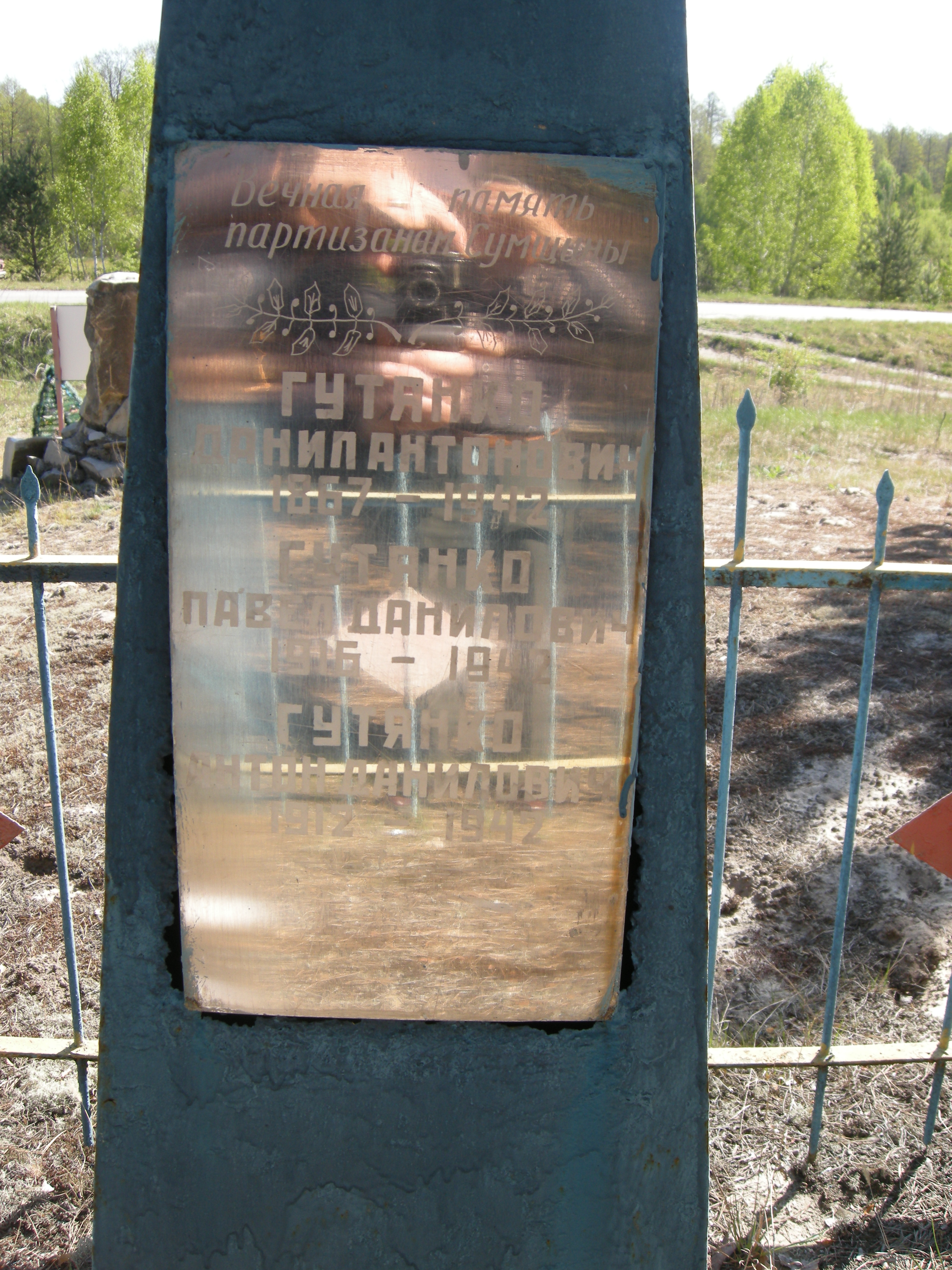
Могила на місці хутора Каплиця
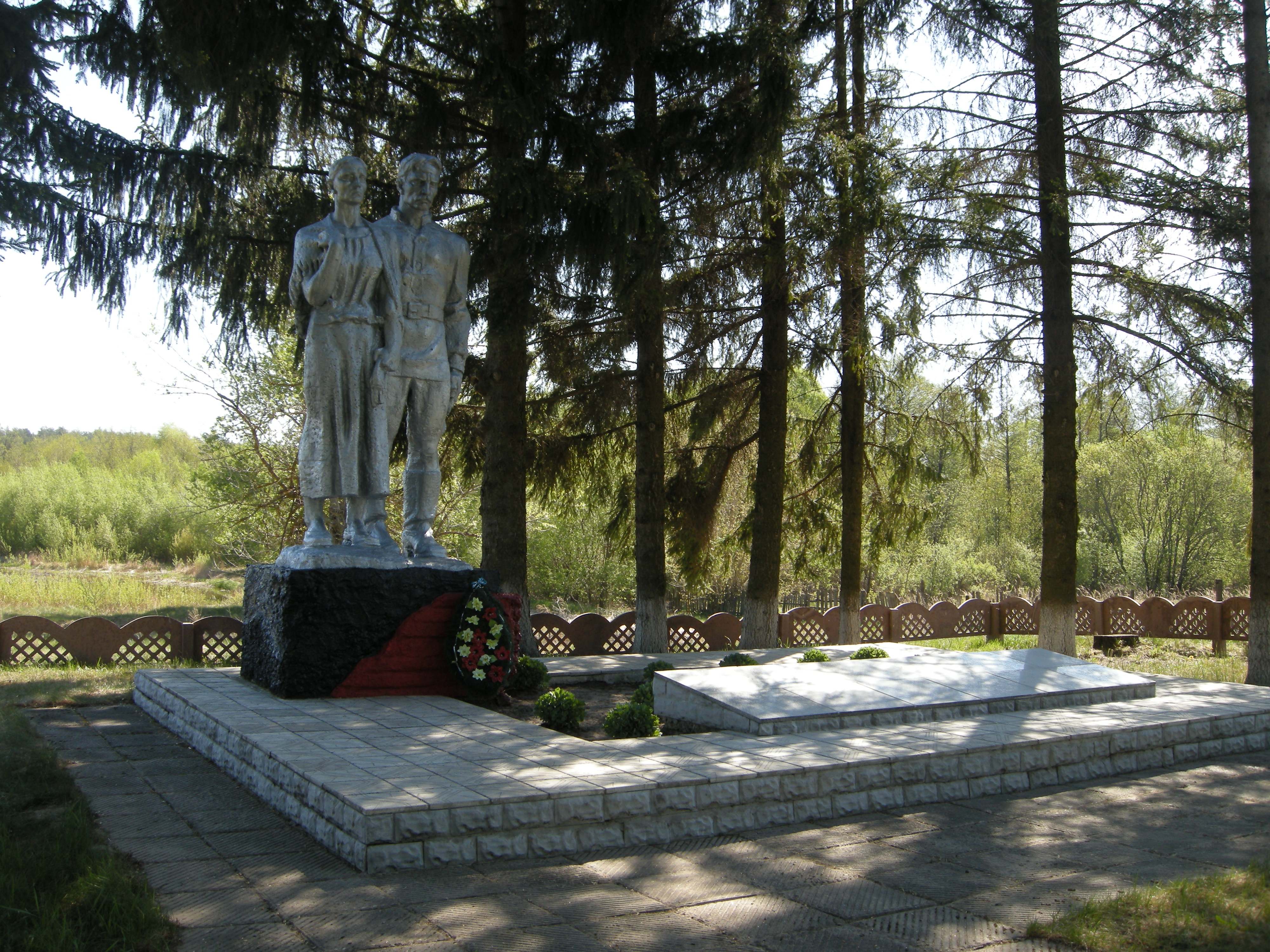
Меморіальний знак загиблим мешканцям хуторів Гута, Каплиця, Теребеньки
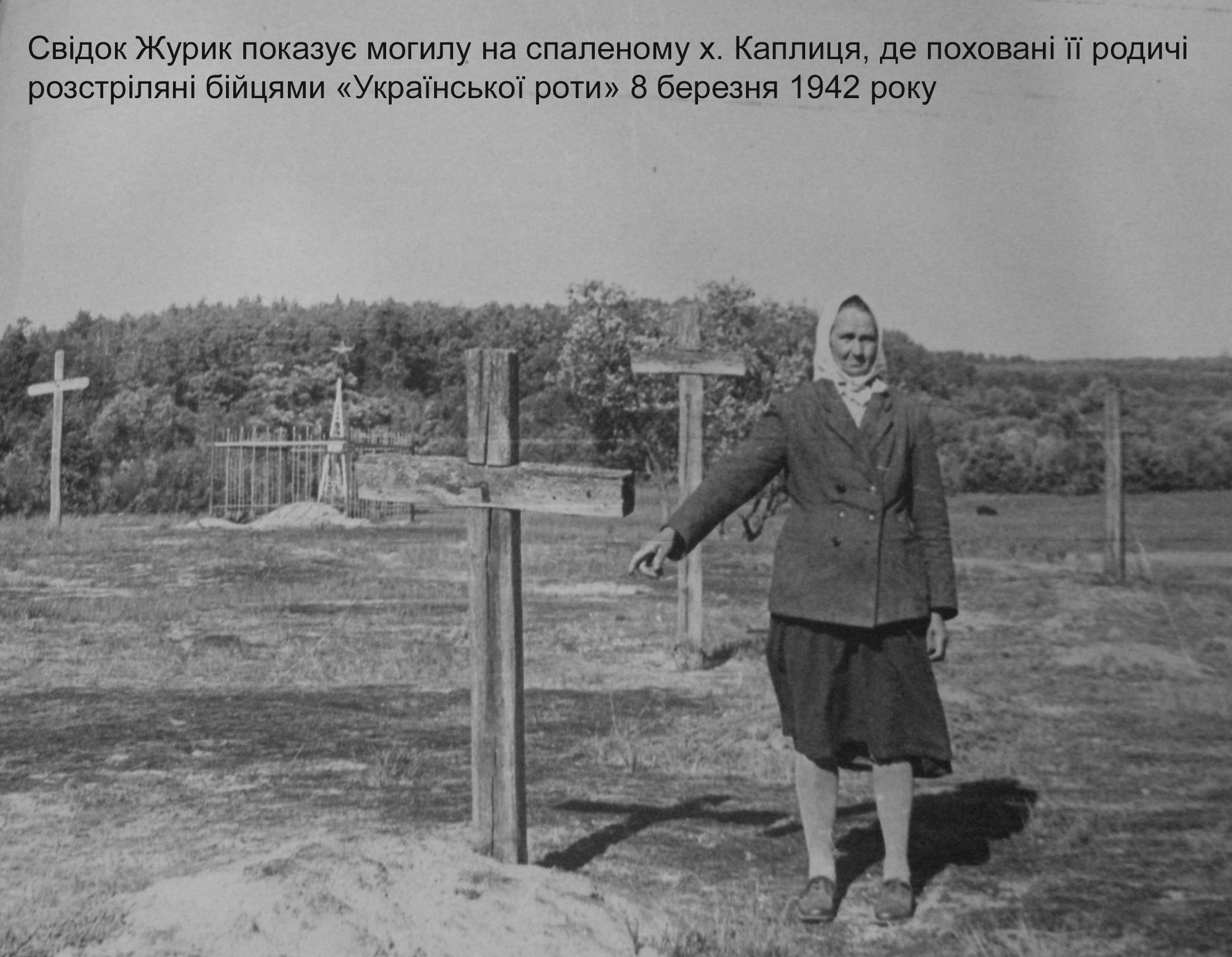
Свідок Журик показує могилу на спаленому х. Каплиця, де поховані її родичі розстріляні бійцями «Української роти» 8 березня 1942 р.
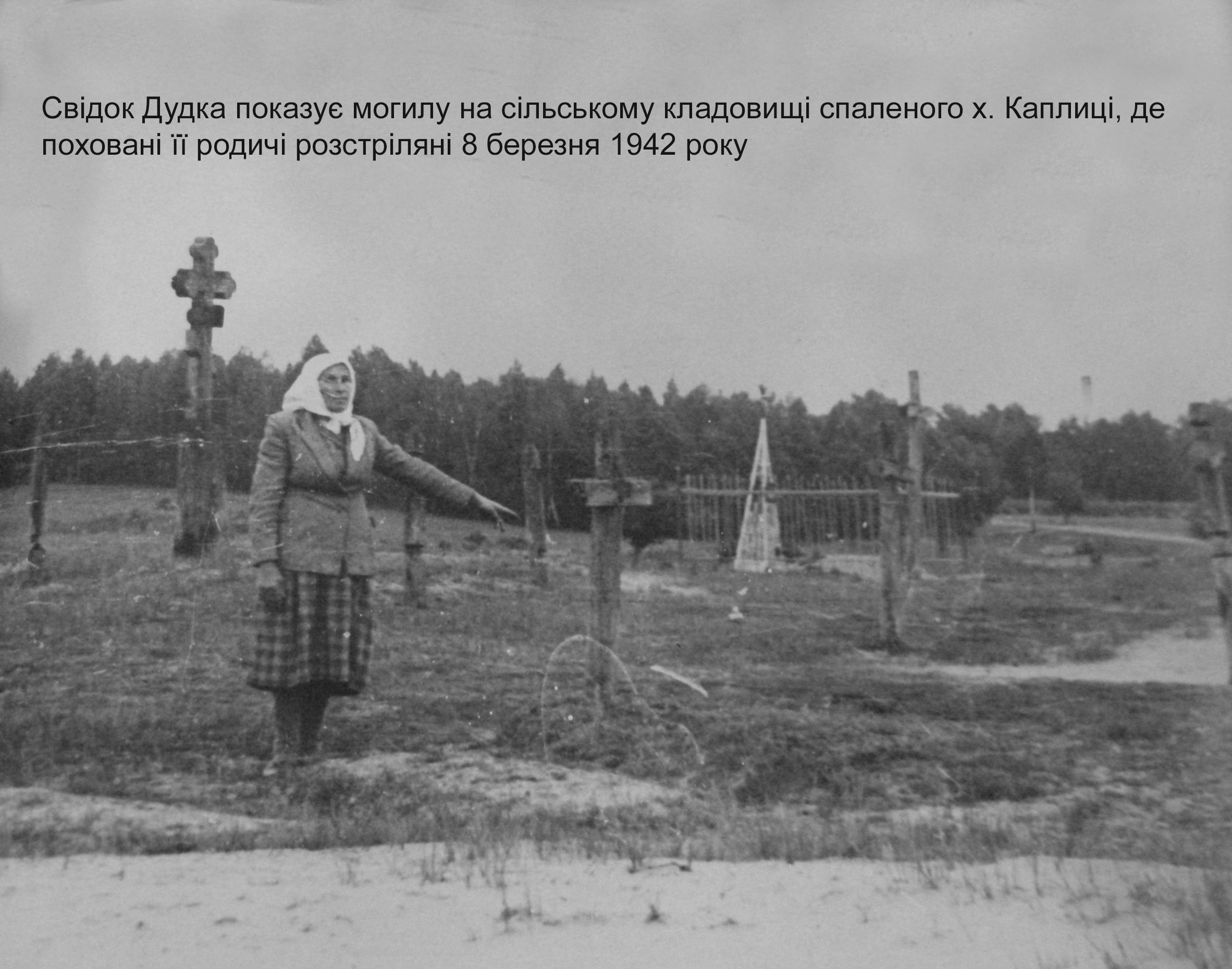
Свідок Дудка показує могилу на сільському кладовищі спаленого х. Каплиці, де поховані її родичі розстріляні 8 березня 1942 року
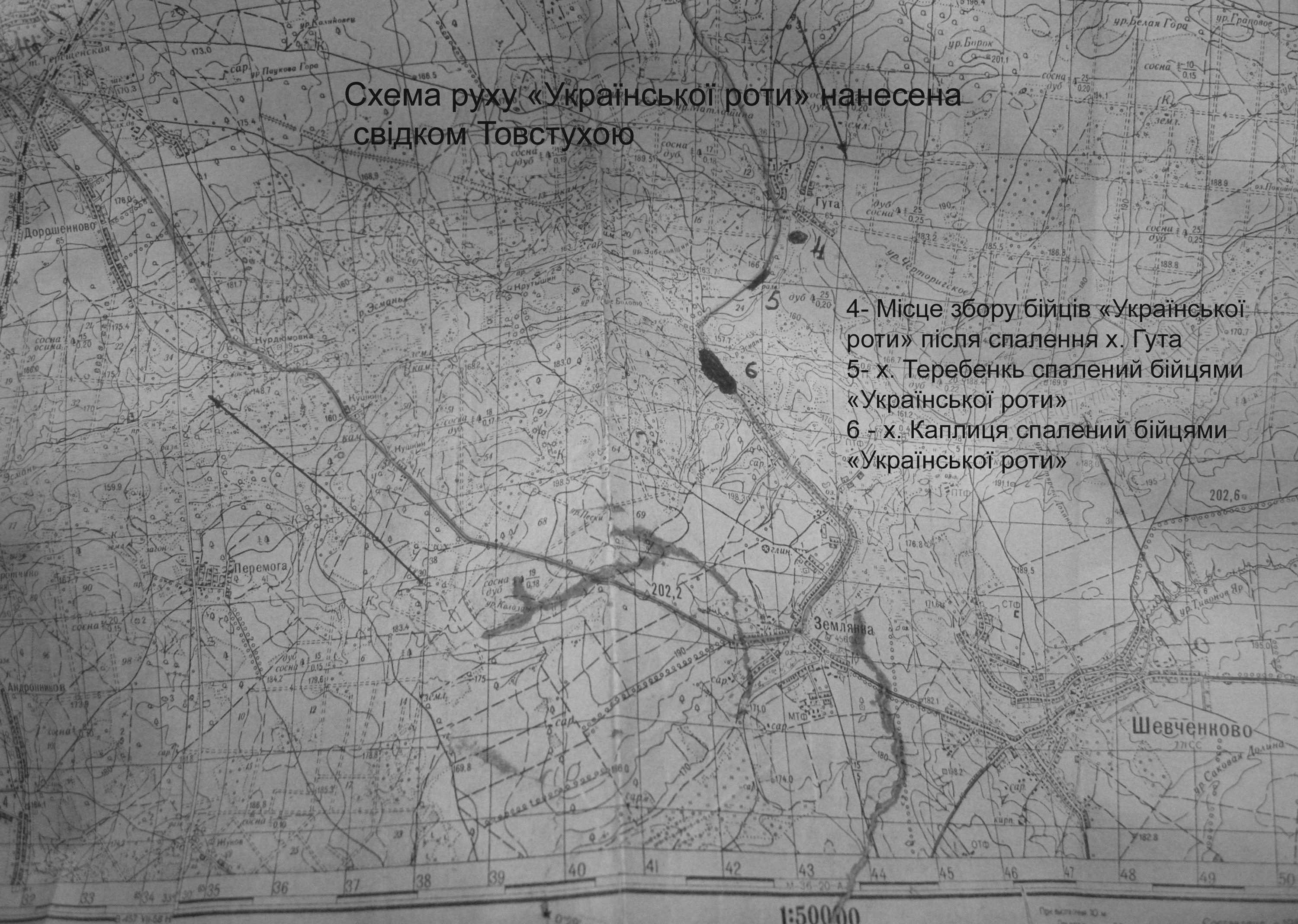
Карта спалення хуторів Гута, Каплиця, Теребеньки 8 березня 1942
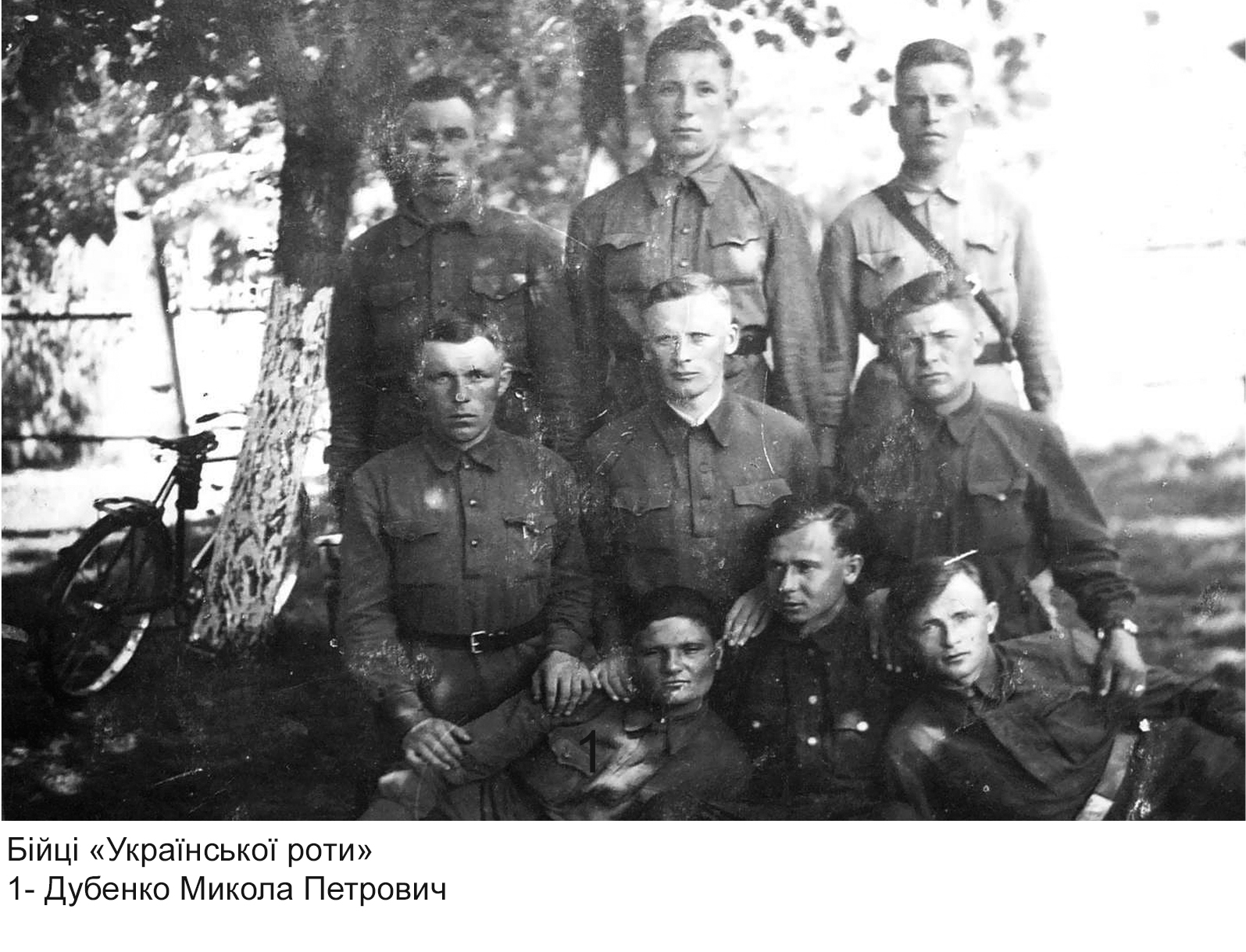
Бійці Української роти